# 八六艦隊案
八六艦隊案（はちろくかんたいあん）は、大日本帝国海軍の海軍軍備計画。

八八艦隊整備計画の第2段階である。

## 計画内容

### 大正七年度計画
- 計画年次

大正七年度より同十二年度までの六ヵ年計画。
- 計画概要

艦艇86隻建造。
- 予算総額

艦艇建造予算：3億0054万8437円
新艦建造費：2億4876万2283円
艦型改良費：4279万6701円
物価騰貴に伴う経費：898万9453円

### 航空隊整備計画
八四艦隊案の航空隊整備計画を拡充するかたちで成立。
- 計画年次

計画継続年限を二ヵ年延長し、大正十一年度までとする。
- 計画概要

航空隊を5隊追加し、計8隊とする。
- 予算総額

航空隊整備予算：585万円を追加する。

## 艦艇

### 新艦建造
- 巡洋戦艦 - 2隻（3240万7064円×2）
  - 天城型

愛宕、高雄

- 巡洋艦（中型） - 3隻（601万9511円×3）
  - 長良型

由良、鬼怒、阿武隈
- 駆逐艦 - 27隻（一等：220万8546円×11、二等：156万2226円×16）
  - 峯風型

夕風、太刀風、帆風、野風、沼風、波風
  - 神風型

第1（神風）、3（朝風）、5（春風）
  - 樅型

蔦、葦、蓬
  - 若竹型

第2（若竹）、4（呉竹）、6（早苗）、8（早蕨）、10（朝顔）、12（夕顔）、16（芙蓉）、18（刈萱）

※ 他に一等駆逐艦2隻、二等駆逐艦5隻が計画されたが、ワシントン軍縮条約の結果、計画変更の対象となった。
- 潜水艇 - 48隻（220万円×48）
  - 一等

第44（伊51）、51（伊52）
  - 二等
    - 呂一六型（海中三型）

第40（呂22）、第41（呂23）、第42（呂24）、第43（呂25）
    - 呂二六型（海中四型）

第45（呂26）、第58（呂27）、第62（呂28）
    - 呂二九型（特中型）

第68（呂29）、第69（呂30）、第70（呂31）、第71（呂32）
    - 呂五七型（L3型）

第46（呂57）、第47（呂58）、第57（呂59）
    - 呂六〇型（L4型）

第59（呂60）

※ 他に一等潜水艦1隻（52）、二等潜水艦26隻（48～50、60、61、63～67、72～87）、三等潜水艦4隻（53～56）が計画されたが、ワシントン軍縮条約の結果、計画変更の対象となった。
- 特務艦 - 6隻（150万円×6）
  - 鳳翔  （航空母艦として竣工）
  - 襟裳型給油艦

襟裳、佐多、鶴見、尻矢、石廊

### 艦型改良
- 戦艦：1665万1496円
- 巡洋戦艦：1743万1168円
- 巡洋艦

大型：64万1660円
小型：14万2325円
- 駆逐艦

一等：144万1048円
二等：291万4004円
- 潜水艇：357万5000円

## 航空隊
横須賀航空隊を拡充し、さらに佐世保航空隊を新設した。

またこの折、山下汽船社長山下亀三郎より軍用航空発達希求のため100万円が献金され（大正七年、いわゆる山下献金）、海軍はその半額五十万円を配分され、諸外国の優秀機各種計23機の購入に充当した。